# Камский 110-й пехотный полк
110-й пехотный Камский генерал-адъютанта графа Толя 1-го полк — пехотная воинская часть Русской императорской армии.
Полковой праздник — 1 августа, в день Всемилостивейшего Спаса.
Старшинство — с 11 июня 1813 года.

## Формирования и кампании полка
11 июня 1813 года из запасных батальонов старого Курского пехотного и 39-го егерского полков с дополнением их рекрутами был сформирован 53-й егерский полк, 30 августа 1815 года переименованный в 20-й егерский.
Этот полк сражался в 1828—1829 годах против турок на Дунае, а в 1831 году участвовал в усмирении польского восстания.
28 января 1833 года 20-й егерский полк был присоединён к Нижегородскому пехотному полку и составил его 3-й, 4-й и 6-й батальоны.
6 апреля 1863 года из 4-го, 5-го и 6-го батальонов Нижегородского пехотного полка был сформирован Нижегородский резервный пехотный полк трёхбатальонного состава, 13 августа того же года наименован Камским пехотным. 25 марта 1864 года этот полк получил № 110.
В 1884 году полку было присвоено старшинство с 11 июня 1813 года, то есть со времени сформирования 53-го егерского полка.
21 января 1914 года Высочайшим приказом полку присвоено имя генерал-адъютанта графа Толя и полку повелено именоваться 110-м пехотным Камским генерал-адъютанта графа Толя 1-го полком.

## Знаки отличия полка
- Георгиевское знамя с надписью «За оборону Правод против турецкой армии в 1829 г.», пожалованное 6 апреля 1830 года и унаследованное от 20-го егерского полка.
- Знаки отличия: нагрудные для офицеров и на головные уборы для нижних чинов с надписью «За отличие», пожалованные Нижегородскому пехотному полку за подвиги при усмирении Польши в 1831 году и присвоенные 13 апреля 1833 года батальонам бывшего 20-го егерского полка для уравнения с прочими батальонами.

## Командиры полка
- 21.04.1863 — 10.09.1863 — полковник Смирнов, Дмитрий Николаевич
- 10.09.1863 — 13.02.1868 — полковник Эллис, Александр Вениаминович
- 17.02.1868 — 26.01.1878 — полковник Мрочкевич, Игнатий Феликсович
- 03.02.1878 — 12.03.1882 — полковник Минут, Николай Викторович
- 12.03.1882 — 28.02.1886 — полковник Повало-Швейковский, Александр Николаевич
- 09.03.1886 — 01.11.1887 — полковник Кононович-Горбацкий, Пётр Викентьевич
- 20.11.1887 — 11.04.1888 — полковник Стабровский, Николай Иванович
- 10.05.1888 — 05.01.1895 — полковник (с 14.11.1894 генерал-майор) Хейкель, Магис Карлович
- 26.01.1895 — 15.11.1897 — полковник Паруцкий, Василий Игнатьевич
- 11.12.1897 — 25.06.1899 — полковник Муравцев, Александр Николаевич
- 16.08.1899 — 16.12.1900 — полковник Лачинов, Владимир Васильевич
- 05.03.1901 — 04.04.1902 — полковник Васильев, Фёдор Николаевич
- 08.05.1902 — 06.07.1907 — полковник Ягимовский, Фердинанд-Иван Августинович
- 20.07.1907 — 17.11.1912 — полковник Тернавский, Леонид Прокофьевич
- 27.11.1912 — 22.10.1914 — полковник Евстафьев, Вячеслав Павлович
- 22.10.1914 — 10.02.1915[2] — полковник Рябенко, Григорий Иванович
- 19.03.1915 — 12.05.1917 — полковник Кузнецов, Михаил Николаевич
- 08.06.1917 — хх.хх.1917 — полковник Николаев, Николай Трофимович
- 09.10.1917 — хх.хх.хххх — полковник Ерофеев, Григорий Кириллович

## Известные люди, служившие в полку
- Густав Генрихович Мангулис (Мангул) (латыш. Mangulis Gustavs Henrika dēls, 1 декабря 1879 — 3 декабря 1931) — российский, советский и латвийский военный деятель, полковник Русской Императорской и латвийской армии.
- Йохан Лайдонер — эстонский военачальник.